# Metinho
Abemly Meto Silu dit Metinho, né le 23 avril 2003 à Matadi en République démocratique du Congo, est un footballeur brésilien qui évolue au poste de milieu central au FC Bâle.

## Biographie

### En club
Né à Matadi en République démocratique du Congo, Metinho rejoint le Brésil à l'âge de un an avec sa famille, qui s'installe à Brás de Pina, un quartier du nord de Rio de Janeiro. Il commence à jouer au football avec le Madureira EC avant de rejoindre le Fluminense FC, où il poursuit sa formation.   
Le 7 mars 2021, Metinho joue son premier match en professionnel lors d'une rencontre de Campeonato Carioca face au AA Portuguesa. Il entre en jeu et son équipe s'incline par trois buts à zéro.
Le 23 juillet 2021, Metinho rejoint la France afin de s'engager en faveur de l'ESTAC Troyes. Il signe un contrat de cinq ans, soit jusqu'en juin 2026.
Le 31 août 2023, Metinho rejoint le Sparta Rotterdam sous la forme d'un prêt d'une saison.
Le 24 juin 2024, le prêt de Metinho au Sparta est prolongé d'une saison supplémentaire.

### En sélection
Bien que né en République démocratique du Congo, Metinho est naturalisé brésilien depuis 2019, ce qui le rend éligible pour représenter cette nation. En novembre 2020, il est appelé par Tite, le sélectionneur de l'équipe nationale du Brésil afin de participer à un camp d'entraînement avec la sélection.